# Hiromu Musha
Hiromu Musha (japanisch 武者 大夢 Musha Hiromu; * 7. Januar 1999 in Hokkaidō) ist ein japanischer Fußballspieler.

## Karriere
Hiromu Musha erlernte das Fußballspielen in der Schulmannschaft der Muroran Ohtani High School sowie in der Universitätsmannschaft der Kanto Gakuin University. Seinen ersten Vertrag unterschrieb er am 12. April 2021 bei Iwate Grulla Morioka. Der Verein aus Morioka, einer Stadt in der Präfektur Iwate, spielte in der dritten japanischen Liga. Am Ende der Saison stieg er mit dem Verein als Vizemeister in die zweite Liga auf. Sein einziges Spiel für Iwate absolvierte er am 23. Mai 2021 in der ersten Runde des Kaiserpokal gegen den Oyama SC. In der dritten Liga kam er nicht zum Einsatz. Im Januar 2022 wechselte er zum Drittligisten Azul Claro Numazu. Sein Drittligadebüt für den Klub aus Numazu gab Hiromu Musha am 27. März 2022 (3. Spieltag) im Heimspiel gegen den FC Gifu. Hier stand er in der Startelf und stand die kompletten 90 Minuten im Tor. Azul Claro Numazu gewann das Spiel 2:0. Nach insgesamt 79 Ligaspielen wechselte er im Januar 2025 in die zweite Liga. Hier schloss er sich in Kumamoto dem Verein Roasso Kumamoto an.